# SW Ladies Harelbeke
SW Ladies Harelbeke is een Belgische voetbalclub uit Harelbeke. De club is aangesloten bij de KBVB met stamnummer 8669 en heeft wit en paars als kleuren. De club brengt enkel damesploegen in competitie. Harelbeke speelde ooit in de Eerste Klasse van het Belgisch damesvoetbal en speelde enkele bekerfinales.

## Geschiedenis
De club ontstond eind in de jaren 70 in Kuurne. Als DVC Kuurne sloot men zich in 1979 aan bij de Belgische Voetbalbond. De ploeg ging van start in de provinciale reeksen. DVC Kuurne speelde in oranje-zwarte kleuren. Al gauw promoveerde men naar de nationale reeksen, naar Tweede Klasse. Ook daar was men succesvol en in 1985 promoveerde de club naar Eerste klasse. In 1988 speelde Kuurne de finale van de Beker van België, maar verloor er van Herk Sport. In 1990/91 kende Kuurne een succesvol seizoen, dat uiteindelijk werd afgesloten op een derde plaats.
De ploeg bleef groeien en verhuisde uiteindelijke naar het Forestiersstadion in het naburige Harelbeke. In dat stadion speelde ook de mannenclub KRC Harelbeke, die in de hoogste afdeling had gespeeld. De clubkleuren werden gewijzigd naar dezelfde paars-witte kleuren van KRC Harelbeke. DVC Kuurne werd in 2001 dan ook hernoemd naar DVC Zuid-West-Vlaanderen, naar analogie met de mannenclub, die op dat moment werd herdoopt in KRC Zuid-West-Vlaanderen.
In 2005 en 2007 bereikte DVC Zuid-West-Vlaanderen weer de finale van de Beker van België. Beide finales werden echter met 3-0 verloren van respectievelijk RSC Anderlecht en KFC Rapide Wezemaal. In de competitie was 2005/06 een goed seizoen, waarin de club nog eens een derde plaats pakte.
In 2011 wijzigde de club haar naam in VV Rassing Harelbeke. Een paar jaar later ging men een samenwerking aan met de jeugd van SW Harelbeke en de clubnaam werd gewijzigd in SW Ladies Harelbeke.

## Erelijst
Beker van België
finalist (3): 1987/88, 2004/05, 2006/07